# 우주여행

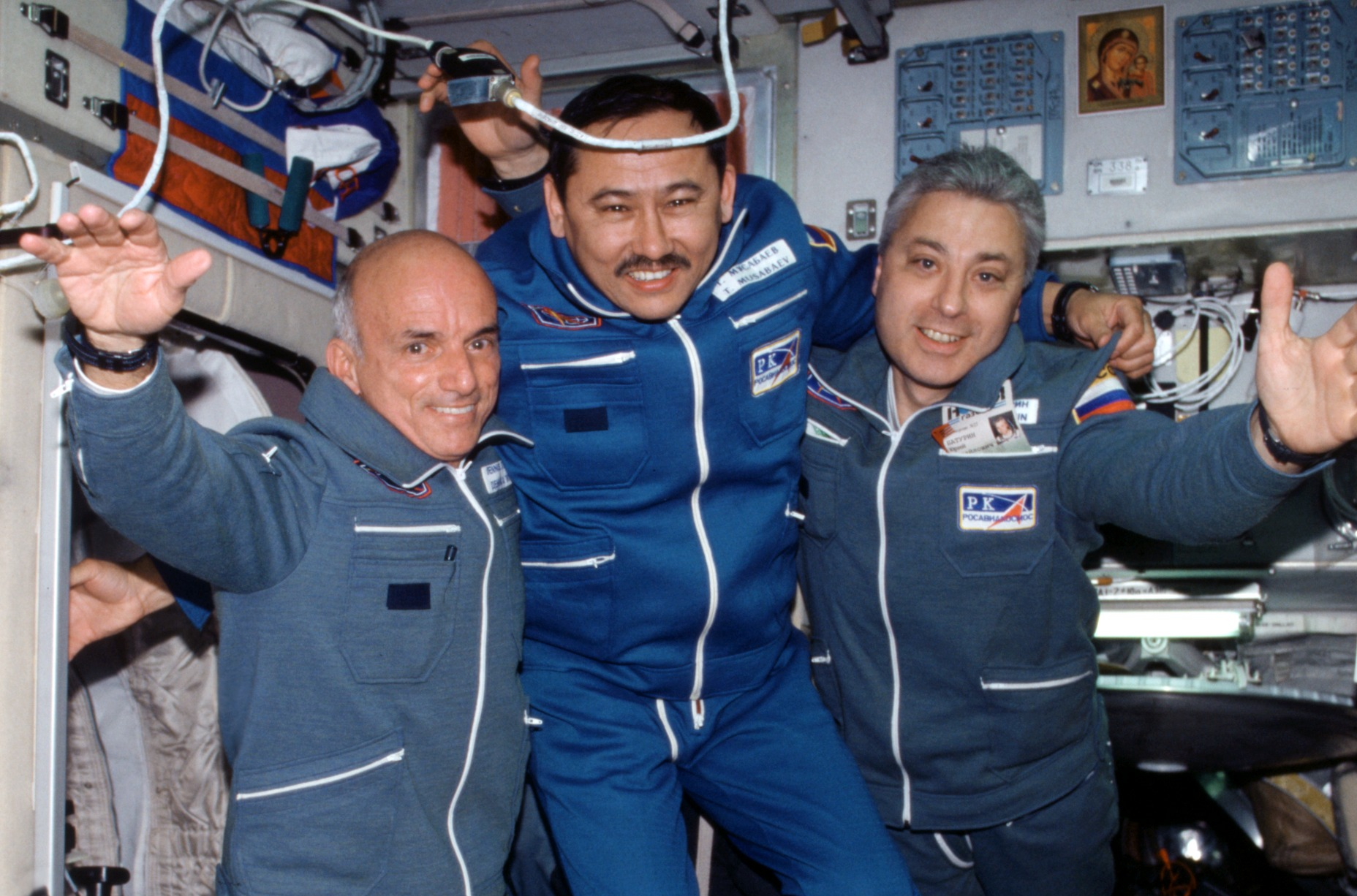
우주여행

우주여행(宇宙旅行, 문화어: 우주려행)은 국가 정책과 과학적인 연구를 목적으로 한 우주 개발과 대비하여 독점적으로 개인적 흥미와 관심을 바탕으로 우주 공간으로 향하는 행위를 가리킨다. 우주관광(宇宙觀光)이라고도 한다.

## 개요
SF 소설은 1865년에 쥘 베른에 의해 출간된 De la Terre a la Lune(지구에서 달까지라는 뜻의 제목, 한국어권에서는 달나라 탐험이란 제목으로 발행)이 많은 독자들의 호응을 얻었다. 다양한 파생 작품들도 등장했다. 만약 "인류가 우주를 여행 한다"는 광의의 우주 여행까지 포함한다면 1961년 4월 12일 소련의 유리 가가린소령이 보스토크 1호를 타고 지구를 일주했던 108분의 여행 (최초의 유인 우주 비행)을 여행이라고 볼 수도 있다. 그러나 이것은 어디까지나 국가 정책에 의해 수행된 우주 개발이며, 여기에는 소련과 미국의 우주 개발에 의해 만들어진 일련의 유인 우주 비행도 마찬가지이다.
개인적인 관심에 의해 구체화된 최초의 여행자 비용 부담의 우주 여행은 2001년에 미국의 백만장자가 소유스 우주선의 정기 항공편에 탑승하는 형태로 실현했다. 많은 민간 기업이 특별한 훈련이 불필요한, 현재 해외 여행 정도의 절차적 · 신체적 부담으로 단시간 우주 공간에 머문 후 귀환하는 것을 우선 목표로 기술 개발에 격전을 벌이고 있다.

## 같이 보기
- 민간 우주 비행